# In viaggio con Cecilia
In viaggio con Cecilia è un film documentario italiano del 2013 diretto da Mariangela Barbanente e Cecilia Mangini. Racconta il cambiamento sociale della Puglia a seguito dell'industrializzazione, confrontando spezzoni di documentari degli anni sessanta della stessa regista Mangini con la situazione dell'anno 2012, dopo il sequestro dello stabilimento industriale dell'Ilva di Taranto.

## Trama
Nell'estate del 2012 le due registe iniziano un viaggio nella loro terra natia, cercando di rispondere al quesito di sessant'anni prima della Mangini, di come l'industria ha portato l'Italia dall'arretratezza ad una dimensione contraddittoria. Tema centrale del documentario è il caso dell'Ilva della città di Taranto: spezzoni documentaristici degli anni sessanta mostrano di come allora gli operai non avevano il coraggio di parlare di fronte ad un superiore, ma vi era una forte attività dei sindacati per migliorare la condizione del lavoratore. La città attuale sembra invece essersi risvegliata solo dopo l'intervento della magistratura e molte sono le interviste realizzate per esprimere quanto lo stabilimento dell'Ilva sia importante per la regione.
Dalle interviste vengono risaltati il problema ambientale, della salute, delle annesse battaglie legali, delle ricadute psicologiche dei lavoratori e dell'inerzia di alcune parti della popolazione, che secondo la stessa Mangini, dovrebbero esprimere la loro rabbia per volere un lavoro che non uccida le persone.

## Stile
Il documentario doveva essere inizialmente un film incentrato sul viaggio, ma attraverso le persone intervistate si è deciso di spostare l'attenzione verso le città di Taranto e Brindisi, in modo da documentare la parabola negativa dell'industrializzazione nella regione.